# Karl Rubin
Karl Rubin (27 gennaio 1956) è un matematico statunitense, conosciuto per i suoi contributi allo studio delle curve ellittiche. Ha ricevuto il Premio Cole per la teoria dei numeri nel 1992.